# Бурга (река)
Бу́рга — река в Маловишерском районе Новгородской области, правый приток реки Хуба. Принадлежит бассейну Балтийского моря. Длина — 40 км. Площадь водосборного бассейна — 135 км².
Берёт начало в ненаселённой местности в небольшом болотном озере Фальковском. В деревне Влички впадает в Хубу справа.
На берегах Бурги расположено пять населённых пунктов (от истока к устью): Савино, Уезжа, Гребла, Бурга (административный центр Бургинского сельского поселения), Влички.
Имеет несколько небольших притоков.
Гидроним балтийского происхождения, ср. лит. burgė «топкая грязь, топкое болото», burgėti «бурлить, бить ключом».

## Данные водного реестра
По данным государственного водного реестра России относится к Балтийскому бассейновому округу, водохозяйственный участок реки — Мста без р. Шлина от истока до Вышневолоцкого г/у, речной подбассейн реки — Волхов. Относится к речному бассейну реки Нева (включая бассейны рек Онежского и Ладожского озера).